# Municipio de West Mahanoy
El municipio de West Mahanoy (en inglés: West Mahanoy Township) es un municipio ubicado en el condado de Schuylkill en el estado estadounidense de Pensilvania. En el año 2000 tenía una población de 6.166 habitantes y una densidad poblacional de 228.8 personas por km².

## Geografía
El municipio de West Mahanoy se encuentra ubicado en las coordenadas 40°48′00″N 76°15′00″O / 40.80000, -76.25000.

## Demografía
Según la Oficina del Censo en 2000 los ingresos medios por hogar en la localidad eran de $32,979 y los ingresos medios por familia eran $39,114. Los hombres tenían unos ingresos medios de $17,102 frente a los $19,511 para las mujeres. La renta per cápita para la localidad era de $15,212. Alrededor del 5,2% de la población estaban por debajo del umbral de pobreza.